# Ranunculus carinthiacus
Ranunculus carinthiacus je druh rostliny z čeledi pryskyřníkovité (Ranunculaceae), z příbuzenstva pryskyřníku horského (Ranunculus montanus agg.).

## Popis
Jedná se o vytrvalou rostlinu dorůstající nejčastěji výšky 4–20 (zřídka až 40) cm s krátkým lysým oddenkem. Lodyha je přímá. Listy jsou střídavé, přízemní jsou dlouze řapíkaté, lodyžní jsou víceméně přisedlé. Čepele přízemních listů jsou zpravidla na obrysu okrouhlá, nejčastěji trojsečná (členěná skoro až k bázi) s bočními úkrojky členěnými více než do poloviny. Lodyžní listy jsou troj až sedmidílné, v létě a na podzim zpravidla zcela lysé. Úkrojek lodyžního listu je čárkovitý až kopinatý, asi 6x až 15x delší než široký. Květy jsou žluté. Kališních lístků je 5, vně chlupaté. Korunní lístky jsou žluté. Kvete v květnu až v srpnu. Plodem je nažka, na vrcholu zakončená velmi krátkým zobánkem. Nažky jsou uspořádány do souplodí. Počet chromozomů je 2n=16.

## Rozšíření
Ranunculus carinthiacus roste v horách od východních Pyrenejí, přes Alpy po Dinaridy. Možná i jinde ale údaje se mohou týkat příbuzných druhů. Většinou obsazuje vápnité substráty a vyskytuje se v subalpínském až alpínském stupni. V České republice neroste. Na Slovensku v Karpatech rostou příbuzné druhy.